# Viktor Kossenko
 (avril 2023).
Si vous disposez d'ouvrages ou d'articles de référence ou si vous connaissez des sites web de qualité traitant du thème abordé ici, merci de compléter l'article en donnant les références utiles à sa vérifiabilité et en les liant à la section « Notes et références ».
Viktor Stepanovytch Kossenko (en ukrainien : Віктор Степанович Косенко), né le 23 novembre 1896 et mort le 3 octobre 1938, est un compositeur, pianiste et éducateur ukrainien. Ses premières compositions sont fortement influencées par celles d'Alexandre Scriabine, Piotr Ilitch Tchaïkovski, Sergueï Rachmaninov et Mykola Lyssenko.
Sa musique allie le post-romantisme aux chants et musiques folkloriques slaves. Il a composé plus de 250 œuvres musicales, telles que la symphonie Poème moldave, et des ballades folkloriques.
Un musée lui est consacré à Kiev, en Ukraine.

## Œuvres

### Orchestral
- Ouverture héroïque (1932)
- Poème moldave (1937)

### Concertos
- Concerto pour violon (1919)
- Concerto pour piano (1928)

### Musique de chambre
- Sonate pour violoncelle et piano, Op. 10 (1923)
- Sonate pour violon et piano (1927)
- Trio classique (1927)
- Sonate pour alto et piano (1928)

### Chansons, chœurs, et arrangements folkloriques
- Je suis triste (1922)
- Parle, parle (1922)
- Je suis là, Inezilia (1936)

### Piano
- Trois préludes, Op. 1 (1910–1915)
- Quatre préludes, Op. 2 (1911–1915)
- Trois mazurkas, Op. 3 (1916–1923)
- Onze études pour piano, Op. 8 (1922–1923)
- Trois morceaux pour piano, Op. 9 (1921)
- Trois morceaux pour piano, Op. 11 (1921)
- Deux légendes en vers, Op. 12 (1921)
- Sonate pour piano no 1 en si bémol mineur, Op. 13 (1922)
- Sonate pour piano no 2 en do-dièse mineur, Op. 14 (1924)
- Sonate pour piano no 3 en si mineur, Op. 15 (1926–1929)
- Onze études sous forme de danses anciennes, Op. 19 (1922–1923)
- Deux valses de concert, Op. 22 (1931)
- Vingt-quatre morceaux pour enfants, Op. 25 (1936)

### Musique de film
- Le Dernier Port (1934)